# 東京都立練馬工科高等学校
東京都立練馬工科高等学校（とうきょうとりつ ねりまこうかこうとうがっこう、英: Tokyo Metropolitan Nerima Technical High School）は、東京都練馬区早宮二丁目にある東京都立工科高等学校。

## 概要
- 1 - 2学年までは全生徒が共通の授業を受けて「ものづくり」の基礎を学ぶ。
- 1学年の最後に、2、3学年で行う5種類の専門系列を生徒自らが選択し、3学年は選択した専門分野でクラス分けが行われる。
  - 専門系列は「機械加工技術（旋盤・フライス盤を用いた金属加工）」「オートメカニック技術（自動車整備）」「設備技術（模擬電気工事）」「コンピュータ技術」「デザイン・工芸技術」である。

工業高校では初めて「エンカレッジスクール」に指定された。そのため入試においては学力検査を実施せず、1時間程度の実技検査と2 - 3分程度のパーソナルプレゼンテーションを含んだ面接で行われる。

## 設置学科
- キャリア技術科

## 沿革
- 1962年12月1日 - 現在地に「東京都立練馬工業高等学校」を設置。
- 1963年4月8日 - 機械科・電気科を設置し、第1回入学式を挙行する。
- 1988年4月1日 - 電子機械科を新設する。
- 2006年4月1日 - 工業高校初のエンカレッジスクールに指定、機械科・電気科・電子機械科を廃止し、キャリア技術科を新設する。
- 2023年4月 - 校名を東京都立練馬工科高等学校に改称

## 交通
出典 : 
- 東京メトロ有楽町線・東京メトロ副都心線平和台駅から徒歩5分
- 都営地下鉄大江戸線練馬春日町駅から徒歩15分
- 西武豊島線豊島園駅から徒歩20分
- 西武池袋線練馬駅から国際興業バス「赤01」に乗車、平和台駅停留所から徒歩7分

## 校則
標準的な私立学校・小学校・中学校と比べて緩和されている。
- 携帯電話の持ち込みが可能。ただし授業中の使用は禁止。
- 菓子の持ち込みが可能。
- ピアスの着用は禁止。ただし穴を開けることは可能。
- 弁当を学校内でならどこでも食べられる。
- 自転車通学が可能（駐輪場有り）。

## 学校設備
出典 : 
- 自動販売機

校舎1階に設置されている。
- 図書室

いつでも利用可能
- 売店

ボランティアが校内に来て手作り弁当が販売され、生徒が自由に購入できる。
- MACコンピューター室

MACコンピューターが数十台設置されている。
- Windowsコンピューター室

Microsoft Windows 10のコンピューターが数十台設置されている。
- エアコン・ガスファンヒーター

生徒が自由に設定できるが、最終的には教師と教室の鍵係が生徒退室後に電源を切る。
- 自動車検査室

バブル景気の時に購入した機械で4WD自動車の検査も可能だが、現在は検査目的ではなく実習として使用している。

## 部活動
- 硬式野球部
- サッカー部
- 男子バスケットボール部
- バレーボール部
- 硬式テニス部
- 剣道部
- 陸上競技部
- 卓球部
- 柔道部
- バドミントン部
- ハイキング部
- 自転車部
- ダンス部
- 水泳部
- 自動車部
- トレーニング同好会
- e-sports同好会

- 軽音楽部
- 吹奏楽部
- 美術部
- 写真部
- 無線部
- 園芸部
- パソコン部
- 読書部
- 鉄道研究部
- 電子機械工作部
- ユースボランティア部

## 授業
- 入学直後はクラス分けテストを実施し、その成績によって習熟度別にクラスが分けられる。授業は中学1年生レベルの学び直しから開始される。
- 1学年では8:40 - 10:30までをABC時程の3時間に分け、国語・数学・英語の授業が30分ずつ行われる(それ以外の教科は50分授業)。2.3年生では全教科50分時程の授業である。
- 週1日、4時間目を通しで「ものづくり」（小学校で言えば図工、中学校で言えば技術）の授業が存在し、生徒は作業服に着替えて実習に取り組む。
  - 1学年では「ものづくり基礎Ⅰ」として数種類の実習を班ごとにローテーションで行い、実習後に自宅などでレポートを作成して提出する。実習一つにつき4 - 5週間程度で簡単な作品を完成させ、全て終われば翌週から新たな実習へ入る。
  - 2学年では「ものづくり基礎Ⅱ」として1学年と同様に数種類の実習を班ごとにローテーションで行い、この応用実習を行った上で3学年で行う専門系列を生徒自らが選択する。
- その他、週1日2時間続きで「情報（パソコン）」の授業や、「工業数理（関数電卓を用いた計算）」の授業が存在する。
- 「キャリアガイダンス（就職・大学進学・人生設計に関する授業）」が存在するなど、普通科高校には存在しない特別な授業が行われる。

## 学校行事
- 4月 - 始業式・入学式
- 5月 - 校外実習
- 6月 - 体育祭
- 7月 - 終業式
- 9月 - 始業式・水泳大会
- 11月 - 文化祭（けやき祭）
- 12月 - インターンシップ（2年）・終業式
- 1月 - 始業式・推薦入試
- 2月 - 修学旅行・課題研究発表会（3年）・マラソン大会（森林公園、1・2年のみ）・一般入試
- 3月 - 卒業式・修了式

## 著名な出身者
- 青沼邦和（新島村長）
- 田鍋陵太（プロサッカー選手）
- 馬場憂太（元プロサッカー選手）